# 神农架铁线莲
神农架铁线莲（学名：Clematis shenlungchiaensis）为毛茛科铁线莲属下的一个种。

## 扩展阅读
- 維基物種上的相關：神农架铁线莲